# Tragia angolensis
Tragia angolensis är en törelväxtart som beskrevs av Johannes Müller Argoviensis. Tragia angolensis ingår i släktet Tragia och familjen törelväxter. Inga underarter finns listade i Catalogue of Life.